# 庞多雷湖
庞多雷湖（英語：Lake Pend Oreille，/ˌpɒndəˈreɪ/）也作庞德雷湖、彭德奥里尔湖，位于美国爱达荷州西北部卡尼克苏国家森林内，湖泊呈新月状，长65公里，宽6.5公里，面积约325平方公里，是爱达荷州最大的湖泊。该湖以盛产坎卢普斯虹鳟（Oncorhynchus mykiss kamloops）而著名。湖名源自法语“Pend d'Oreille”（意为“耳坠”）一词，指当地卡利斯佩尔印第安人有佩戴耳坠的习惯。有克拉克福克河等河流注入，湖水从西北端出流形成庞多雷河。